# Myt
Ordet myt har flera olika betydelser, varav den viktigaste är gamla berättelser och teman som nedskrevs först när skrivkonsten blev känd. De tidigaste religionerna är muntliga traditioner som senare skrevs ned och blev början till en eller flera religioner. Enskilda myter från en kultur utgör tillsammans en mytologi.
Olika typer av myter: 
- Skapelsemyter (de äldsta. Finns hos alla folkslag)
- Etiologiska myter (som förklarar naturfenomen)
- Antropomorfa myter (där gudar och djur får mänskliga egenskaper)

## Etymologi och betydelse
Ordet "myt" kommer från grekiskans μῦθος (mýthos), och det betyder "saga".
Den brittiske antropologen och religionsvetenskapsmannen James George Frazer gjorde liknelsen att myterna är den primitiva människans motsvarighet till filosofin.

## Myter, folksägner och legender
En myt skiljer sig från en folksägen – även om distinktionen långt ifrån alltid är helt klar – i det att myten försöker förklara varför världen är beskaffad som den är, medan folksägnen snarare fokuserar på sociala konflikter. Myten finns dels i enkla jägar- samlarsamhällen, dels i tidiga organiserade samhällen med privilegierat prästerskap, medan folksägnen uppträder i betydligt enklare agrikulturella samhällen. Legender är å andra sidan baserade på förmodat historiska gestalter eller händelser och har lånat in teman eller andra inslag från äldre myter.

## Myter och religion
Många myter är religions kosmogoni och de kallas då instiftelsemyter. 
Andra myter talar skapandet som en process med en verksam Gud som skapar, de kallas skapelsemyter.
Myter och ritualer är en del av det sociala arvet, som överförs från generation till generation genom uppfostran.

## Myternas betydelse och struktur
1725 blev Giambattista Vico den första som hävdade att myter inte var förvrängda varianter av bibelns berättelser, utan istället försök att förklara livet och universum. På 1800-talet hävdade Friedrich Max Müller att alla myter av indoeuropeiskt ursprung hade sin upprinnelse i allegoriska berättelser om olika naturfenomen. Ett exempel på detta är den grekiska berättelsen om Persefone som levde hos Hades halva året, vilket förklarade årstidväxlingarna. På 1910-talet samlade J.G. Frazer mytiska berättelser om bland annat gudomliga kungar, och då i synnerhet sådana som hävdade att samhällets välfärd var beroende av kungens kraft, och att denne därför var tvungen att offras när han blev för gammal eller skröplig. Även Sigmund Freud försökte förklara vissa myter, som till exempel den om Oidipus, vilken han hävdade avspeglade de känslor alla unga män skulle ha gentemot sina föräldrar. 

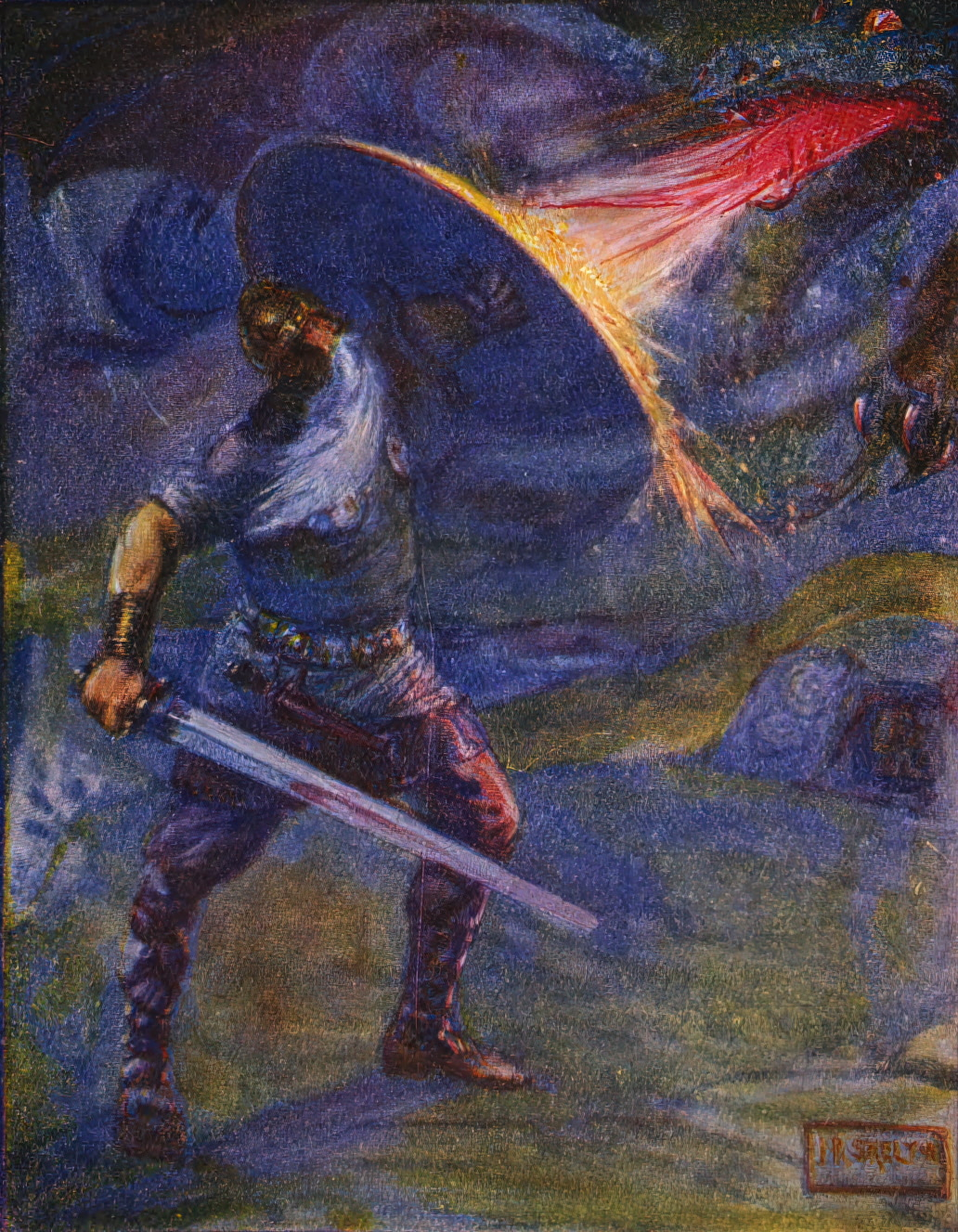
Beowulf är ett exempel på en Hjälte, en av de arketyper Carl Jung hävdade var väsentliga beståndsdelar i myter.

C. G. Jung och M-L von Franz såg myterna som konkreta synliga uttryck för de universella arketyperna, det vill säga symboliska uttryck för själens inre och vårt kollektiva omedvetna. Jung tar alltså fasta på det som utmärker varje berättelse jämfört med andra berättelser och ser dessa som symboler för universella, beständiga storheter. Betydelsen uppstår alltså hos varje symbol i relation till en bakomvarande struktur.
Joseph Campbell, som var inspirerad av Jung och mytologen Heinrich Zimmer, företog en grundlig undersökning av ett stort antal myter. Hans studier som presenterades i boken The Hero with a Thousand Faces utkristalliserades i Hjältens resa, en beskrivning av hur olika mytiska berättelser var uppbyggda i tolv mer eller mindre obligatoriska steg, för att beskriva hur vi ska leva våra liv. 
Ett strukturalistiskt angreppssätt, företrätt av till exempel Claude Lévi-Strauss, fokuserar istället på regelbundenheter i mytologin. Berättelser och delar av en berättelse får en mening då de ställs i relation till varandra. En berättelse måste delas upp i mytem - betydelsebärande element i en berättelse - och får sin betydelse då dessa mytem ställs i relation till liknande mytem i andra berättelser och ställs samman i en diskurs.
Lévi-Strauss hävdade att ordningen som mytemen kom i inte spelade någon roll, vilket dock resultaten som folkloristen Vladimir Propp kom fram till genom att studera ryska folksagor motsäger. Propp identifierade ett 30-tal olika episoder i folksagorna, såsom "brott mot förbud" och "uslingens framträdande", och även om inte alla element förekom i alla de 100 sagor som undersöktes, så uppträdde de alltid i samma ordning. Liknande resultat ha också nått vid studier av nordamerikanska och afrikanska myter. 

## Bruten och obruten myt
Den tyske teologen Paul Tillich definierade relationen mellan mytens symboliska och historiska innehåll med begreppen obruten respektive bruten myt (ty: gebrochener/ungebrochener Mythos). Den obrutna myten uppfattas som bokstavligt sann, medan den brutna myten inte (längre) betraktas som historisk sanning - vilket dock inte behöver påverka mytens symboliska giltighet. Richard Holloway, före detta biskop i Edinburgh, har anfört att ordet bruten i sammanhanget inte bör förstås som att myterna bryts sönder, utan att de snarare bryts upp, öppnas (eng: breaking myths open).

## Teman
Vissa teman förekommer i myter från alla delar av jorden, även om det exakta innehållet ofta skiljer sig kraftigt – eller är mer likt än man kan tro. 

### Skapelsen
Alla mytologier behandlar universums ursprung. Den vanligaste tanken är att allting skapades ur ett ägg, som i den kinesiska berättelsen om Pan Gu, men det finns även myter i vilka allting på något sätt skapas ur öde mörker, en total tomhet eller en oändlig vattenyta, antingen slumpmässigt som i den fornnordiska tron på Ginnungagap, eller genom ett ingripande av ett väsen, som den svala som i en myt från Sydostasien bidrog till att det första landet skapades. I många myter börjar skapelsen med en uppdelning av det som förr var ett i två nya delar. I många traditioner måste det dessutom till en offerdöd. Exempel på detta är hur Pan Gu, utmattad av försöken att hålla isär himmel och jord, lägger sig ner och dör. Hans kropp blir sedan olika delar av himmel och natur.

### Skapelsens uppbyggnad

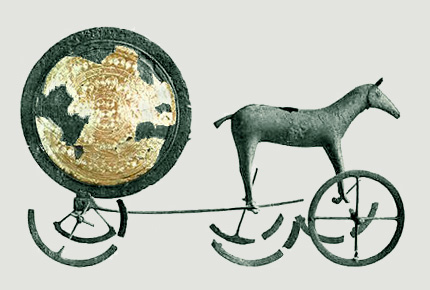
Trundholmsvagnen vittnar om en germansk tro på solen som antingen dragen i eller formad som en vagn.

I de asiatiska, indoeuropeiska, oceaniska och amerikanska mytologierna är kosmos uppdelat i flera världar, där förutom den vanliga världen det även finns en övre värld, befolkad av gudar eller gudomliga förfäder, samt en undre värld, hemvist för de döda eller underjordiska andar. Dessa världar är ofta spegelbilder av den vanliga världen, med sina egna jordar och himlar. Vissa mytologier har sju, åtta eller nio nivåer. Den vanliga världen har dessutom överallt minst fyra riktningar motsvarande väderstrecken, samt ibland ett femte, "här", vilket i sin tur ibland delas in i "upp" och "ner". Dessa riktningar kopplas även ibland till elementen, både där dessa är fyra respektive fem till antalet.

### Övernaturliga varelser
Alla mytologier innefattar andevarelser av ett eller annat slag, om inte annat så som de som är ytterst ansvariga för skapelsen. I ett flertal myter från alla delar av världen är en av dessa varelser en jätteorm, associerad med vatten och/eller regnbågen och symboliserande det ursprungliga kaoset. Denna kan vara grunden för livet, dess bevarare, eller dess förstörare. När sedan världen tagit form inkommer lägre, mer specialiserade gudar. Dessa kunde vara inriktade på vissa uppgifter, såsom i de nordiska eller grekisk-romerska mytologierna, eller på geografiska områden, som i till exempel Japan eller stora delar av Afrika. Dessa hade ibland klart mänskliga drag – och mänskliga svagheter. 
I många mytologier anses himlakropparna vara levande varelser, antingen gudar, människor eller djur. I de flesta av dessa anses solen manlig och månen kvinnlig, även om det finns gott om undantag. Dessutom fick andra gudar ansvara för var sitt väderstreck, eller var sin av de världar kosmos byggdes upp av. 

### Människan

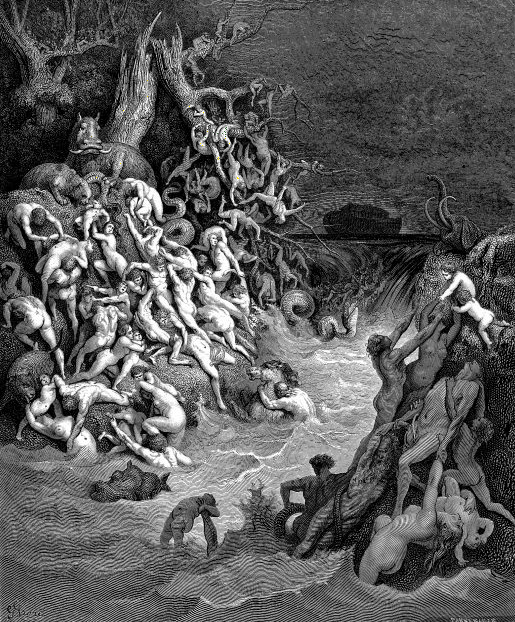
Världsomfattande översvämningar är vanligt förekommande som gudarnas straff för människans försyndelser. Trägravyr föreställande Bibelns syndaflod av Gustave Doré.

De flesta mytologier uppehåller sig inte någon längre tid vid människans skapelse, men uppehåller sig däremot vid hennes öden och dessas orsak. Oförutsägbara händelser förklaras ofta med infall hos de nyckfulla gudarna, med deras mänskliga svagheter som vrede eller svartsjuka som yttersta grund. I andra berättelser förklaras förekomsten av död med att människan annars skulle bli alltför talrik. I andra berättelser förekommer stora katastrofer som ett av gudarna utdelat straff för människans försyndelser. Denna katastrof tar sig ofta formen av en världsomspännande översvämning, vilken endast ett fåtal människor överlever och därefter befolkar världen på nytt. Sådana katastrofer är ibland ett straff för incest, och slutar då med att människan får lära sig hur man undviker detta.. Vissa katastrofer som orsakas av kvinnor, som till exempel den bibliska Eva eller den grekiska Pandora får motivera kvinnornas lägre ställning i samhället. I andra fall anses kvinnorna en gång ha styrt världen, men att de även förlorat makten på grund av misskötsel. På liknande sätt motiverades vissa individers högre ställning, bland annat på grund av när de framträdde i samhället – där både sen och tidig ankomst ansett finast i olika samhällen – eller på grund av gudomlig börd.

### Kropp och själ
Mytologier tenderar att låta olika företeelser – såväl människor som naturfenomen som sol, måne, berg och stora träd – vara besjälade eller utrustade med någon form av ande. I vissa myter är denna en kopia av kroppen, och en skapa i den ena manifesterar sig även i den andra. Efter döden färdades själen ofta för att vistas i underjorden, permanent eller tillfälligt innan den återföddes. Shamaner anses ha förmågan att låta själen lämna kroppen och färdas fritt i andevärlden. I vissa områden anses detta även vara vad som sker när man drömmer.

### Hjältar
Hjältar – vanligen manliga sådana – av olika slag förekommer flitigt. Den vanligaste är kulturhjälten, som lägger grunden till samhället. Hjältarna behöver inte vara människor, som till exempel den grekiske Prometheus som stjäl elden för att hjälpa människan – för övrigt en typ av hjältedåd som går igen i andra mytologier. Besläktad med kulturhjälten är skälmen, som överlistar sina fiender, ibland för att låta människan ta på sig en närmast gudalik roll. Ibland är skälmen dock klart destruktiv, och ställer mest till besvär eller rent av olycka för människan. Andra hjältar, som Cú Chulainn eller Aeneas, användes för att stärka den kulturella identiteten.